# Haris Béla
Haris Béla (Vác, 1901. február 8. – 1979. augusztus 5.) magyar mérnök alezredes (posztumusz ezredes), a légoltalmi és gépészeti berendezések szaktekintélye, a gellérthegyi sziklaközpont, a budapesti metró, a budai Váralagút, kórházak és katonai létesítmények gépészeti berendezéseinek egyik tervezője.

## Életpályája
Édesapja Haris Béla, édesanyja Herczmanszky Etel. Elemi iskoláit a váci népiskolában végezte, majd 1910-ben a váci piarista gimnáziumba kerül. 1918-ban felvételt nyert a Budapesti József Nádor Műegyetemre. Az egyetem csendőr zászlóaljának tagjaként októberben részt vett a IV. Károly visszatérése elleni, ún. budaörsi csatában, amelyért megkapta a Nemzetvédelmi Kereszt kitüntetést. Gépészmérnöki diplomáját 1925-ben szerezte meg egy esztendőnyi műszaki gyakornokoskodás után, amelynek színtere a váci Budinszky–Bodenlosz Vasöntöde és Radiátorgyár volt, amelyben az ifjú mérnökjelölt 23 munkással együtt kezdte meg a radiátorok rendszeres tömeggyártását.
1926-ban mérnökként felvételt nyert a honvédség kebelében működő pécsi Magyar Királyi Államépítészeti Hivatal Kincstári Építmények Építési és Karbantartási Osztályára és kinevezték „művezető segédtisztviselőnek”. Ezzel egy közel húszéves hadmérnöki karrier vette kezdetét, amely számára őrnagyi rangot és magas szakmai elismertséget eredményezett. Rövid idő alatt számos laktanya, honvédségi kiszolgáló létesítmény tervezésében, építésében, renoválásában vesz részt. Szeptembertől, már a 7. vegyesdandár parancsnokságán, Miskolcon tevékenykedett.
1931-ben házasságot kötött Faix Ilonával. Házasságukból 6 gyermek született.
1935-ben a Honvédelmi Minisztérium 11. Építési osztályára vezényelték. Az elkövetkezendő években országos szinten vett részt a meginduló hadseregfejlesztés által diktált, egyre nagyobb ütemű építkezésekben. A háborúra való felkészülés következtében mind több titkos föld alatti katonai objektum szellőző- és vízműrendszerének kialakításába vonták be. Munkásságát, szakmai eredményességét előléptetéssel, dicsérettel és pénzjutalommal ismerték el. 1939-ben kinevezték az Építési Igazgatóság Építési Osztály vezetőjévé, majd a honvéd építészeti műszaki szolgálat terén kifejtett kiváló és eredményes teljesítményeiért főtisztviselővé léptették elő.

### II. világháború alatt
A német megszállást követően mindent megtett zsidó származású kollégái, beosztottai megmentésére. A szovjet csapatok előrenyomulása következtében a nyilas kormányzat alatt számos alkalommal szabotálta a németek által kiadott, pusztításra utasító parancsokat. Nem volt hajlandó a korábban talán éppen az ő munkája révén létrehozott építmények lerombolására. Mentette, biztonságba helyezte az Igazgatóság fontos dokumentumait a közeli újjáépítés reményében. 1945. március 27-én visszavonuló alakulatával és családjával együtt Vaskeresztesnél átlépte a nyugati határt.

### Újjáépítés (1945-1950)
A háború befejezése után hazatért. Szaktudásának köszönhetően 1946–1949 között rengeteg megbízást kapott mind a polgári hatóságoktól (Építési és Közmunkaügyi Minisztérium, Budapesti Építési Hivatal, Magyar Építőipari Munkások Országos Szövetsége), mind pedig a hadsereg részéről. A honvédség a kincstári építmények felülvizsgálatára szerződött vele, s ennek keretében végezte a laktanyák, raktárak, lőterek, lokátorállomások, híradóközpontok és óvóhelyek műszaki felülvizsgálatát.
1949-ben újra a hadsereg tisztje lett. A Haditechnikai Intézet parancsnoka, Molnár Pál altábornagy által felterjesztett jellemzésében „kiváló konstruktőr, a légó és gépészeti berendezéseknek egyetlen jelentős magyar szakembere”-ként szerepelt. Minden bizonnyal erre való tekintettel is soron kívül alezredessé léptették elő.
A metró építését nemcsak a tömegközlekedés javításának igénye mozgatta, hanem a fokozódó hidegháborús helyzet miatt katonai szempontokból számoltak a metróval légoltalmi és katonai szállítmányok továbbításaként is. Ezért több minisztérium és hatóság létrehozott egy bizottságot, amely a tervezési feladatokat látta el. Ebben a bizottságban másodmagával részt vett Haris Béla is.
Később az országosan előtérbe került légoltalmi fejlesztéseket koordináló Légoltalmi műszaki bizottság tagjai között szintén szerepelt.

### Koncepciós per
Az újra behívott, és szolgálatot vállaló tisztek elleni tömeges megtorlások 1950 májusában – Sólyom László altábornagy, vezérkari főnök és társainak letartóztatásával – vette kezdetét. Haris Bélát augusztus 10-én az ÁVH letartóztatta, és minden ítélet nélkül a felügyelete alá tartozó váci börtönbe szállították. Személyével kapcsolatban a vád koncepciója később alakult ki és többször változott.
1951. március 28-án a vádat szabotázsról az enyhébb vesztegetésre módosították, és másfél évi börtönbüntetésre, valamint 10 000 forint pénzbírságra ítélték. Szabadságának elvesztése komolyan megviselte.
A váci fegyházban, 1950. december 29-én jött létre a második mérnöki iroda, amely a letartóztatott gépész- és villamosmérnököket foglalkoztatta. A 33 éves Haris így a csoport vezetője lett. Műszaki rajzokat, fordításokat készítettek.

### Büntetése utáni évek

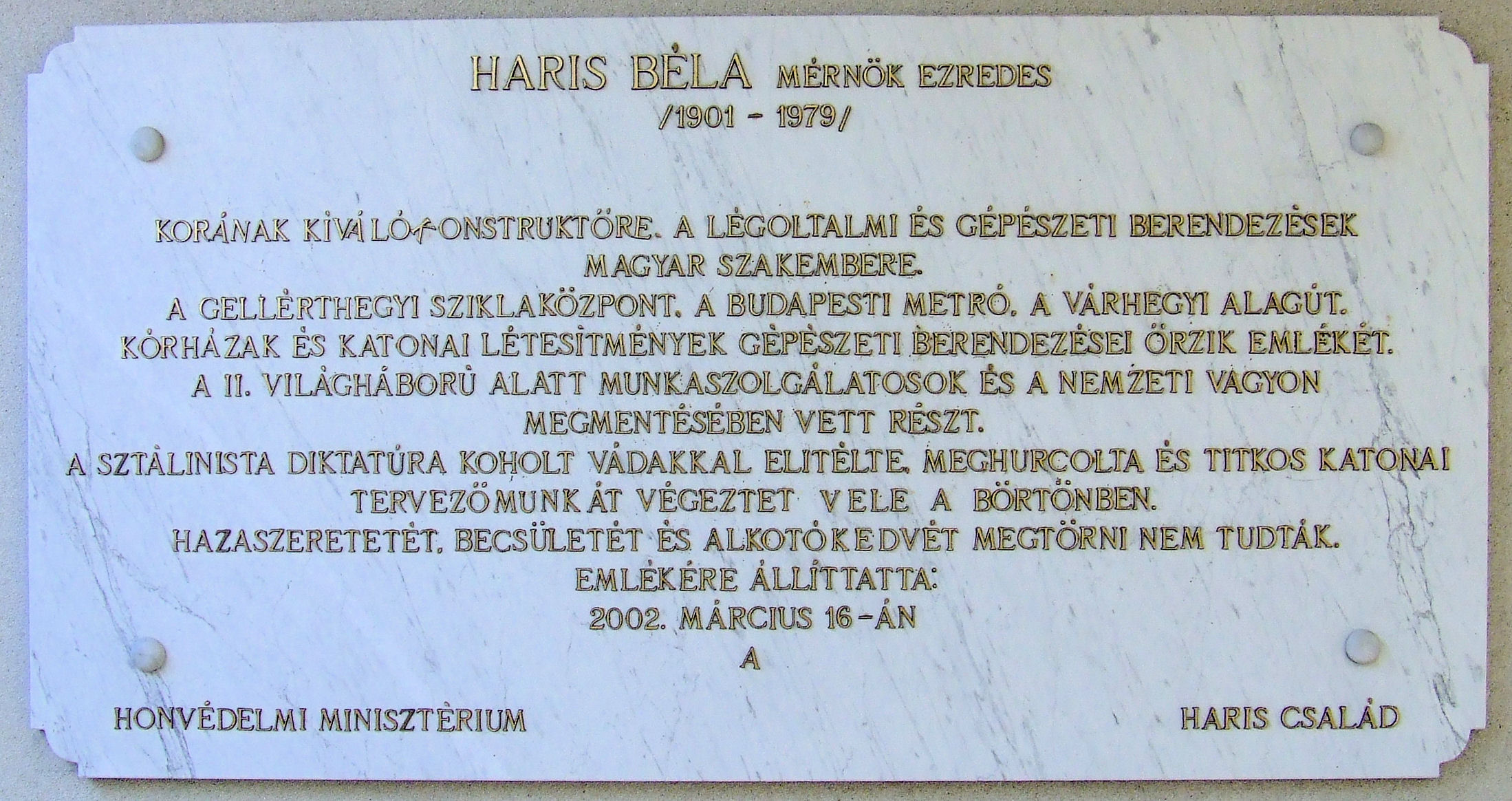
Emléktáblája a keceli haditechnikai parkban

A büntetés letöltése után az Építésügyi Minisztériumhoz, majd az Út-és Vasúttervező Vállalathoz (UVATERV) került. 1953-ban az addig alkalmazott szellőztetési rendszer teljesen új koncepciójával jelentős költség megtakarítást jelentő újítási javaslatot nyújtott be a vállalathoz. Újítását azonban mások kisajátították, és csak hosszú pereskedés után, 1973-ban a Budapesti Fővárosi Bíróság ítélete kötelezte az Országos Találmányi Hivatalt szabadalma leírásának közzétételére és újításként való elismerésére.
1979-ben 78 évesen elhunyt, Vácott temették el.

## Rehabilitáció
A rendszerváltás nem hozott olyan gyors változást a rehabilitációjában, mint más ugyanakkor elítélt politikai foglyok esetében, bár családja azt több fórumon is követelte.
Az első lépés ennek irányában 1999-ben történt, amikor a bíróság semmisnek nyilvánította a koncepciós perében ellene hozott ítéletet. Katonai rehabilitációja azonban felemásra sikeredett. A minisztérium egyezkedésbe kezdett a hozzátartozókkal az esetleges kártérítés mértékéről, akik írásban lemondtak minden őket illető pénzbeli kárpótlásról, ám a minisztérium vállalásaiból – amely az erkölcsi rehabilitálást szolgálta volna – néhányat nem teljesített.
Szabó János honvédelmi miniszter 2000. április 28-án első lépésben helyreállította Haris Béla alezredesi rendfokozatát, majd posztumusz ezredessé léptette elő. 2001. március 15-én a Honvédelemért I. osztályú kitüntetést ítélik oda, a hivatalos indoklás szerint a második világháború végén az üldözött emberek védelmezésért, anyagi javaik megmentéséért. Még ebben az évben, május 2-án katonai tiszteletadás mellett újratemették a váci temetőben.
A megállapodásban foglalt magas állami kitüntetés azonban elmaradt.

## Emléke
2002-ben Kecelen, Pintér József haditechnikai múzeumában felavatták emléktábláját.